# Phileris prinostylus
Phileris prinostylus là một loài ruồi trong họ Asilidae. Phileris prinostylus được Tsacas & Weinberg miêu tả năm 1976. Loài này phân bố ở vùng Cổ Bắc giới.